# Xestoblatta immaculata
Xestoblatta immaculata är en kackerlacksart som beskrevs av Morgan Hebard 1920. Xestoblatta immaculata ingår i släktet Xestoblatta och familjen småkackerlackor. Inga underarter finns listade i Catalogue of Life.